# 아이즈혼고정
아이즈혼고정(会津本郷町)은 후쿠시마현 오누마군에 있던 정이다.
2005년 10월 1일에 아이즈타카다정, 니쓰루촌과 합병하여 아이즈미사토정이 되어 폐지되었다.

## 지리
아이즈 분지의 남단부에 위치한다. 마을 북부는 분지가 펼쳐져 비교적 평탄하지만 중남부는 산간부가 펼쳐진다.마을 동쪽 아이즈와카마쓰 시와의 경계를 아가 강이 남북으로 흐른다.

## 역사
- 1889년 4월 1일 - 정촌제 시행으로 혼고촌·히다마오카촌·가와지촌이 탄생하였다.
- 1903년 6월 1일 - 혼고촌이 정으로 승격, 혼고정이 되었다.
- 1925년 6월 10일 - 히다마오카촌·가와지촌 등 2개 촌이 이 합병하여 다마지촌이 되었다.
- 1954년 11월 1일 - 혼고정과 다마지촌이 합병해 혼고정이 성립하였다.
- 1992년 4월 1일 - 혼고정이 아이즈혼고정으로 개칭하였다.
- 2005년 10월 1일 - 아이즈혼고정, 아이즈타카다정, 니쓰루촌 등 3개 정·촌이 합병하여 아이즈미사토정이 신설되고 폐지되었다.

## 교통

### 철도
- 동일본 여객철도
  - 다다미선